# Parroquia San José del Calabazal
Parroquia San José es un Iglesia católica en honor a san José ubicada en Villa Insurgentes en el municipio de Sombrerete en el estado de Zacatecas.
En la Parroquia San José del Calabazal se muestra una imagen de San José con el niño Jesús con un vestido color blanco y con un sombrero de rey con rojo y dorado bañado en oro. San José se muestra con un bastón con flores de color dorado bañado en oro y un sombrero de rey con rojo y dorado, con vestimenta de color verde, amarillo y guindo.

## Historia
La capilla fue hecha entre el año 1575-1801 ya que no hay registro de la fecha exacta, fue hecha de piedra y su techo de tierra, la cual se sostenía con madera hecha con sus propias manos por los campesinos, construido de pinos que cortaban del cerro.
En el año de 1975 el ex arzobispo de Durango mons. Antonio López Aviña. decidió hacer más grande la capilla y convertirla en parroquia. Es la que manda a las capillas de otras comunidades y la nombró parroquia San José del Calabazal. Decidió hacerla más grande ya que era muy pequeña, pero para no destruir la antigua capilla, él decidió hacerla al frente de la ya existente. Cabe señalar que las imágenes de la Parroquia San José del Calabazal tienen más de 400 años.

## Capillas
Capillas que pertenecen a la parroquia San José del Calabazal
| Localidad                                | Tipo    | Santo Patrono                        | Nombre Capilla                      |
| Villa Insurgentes                        | Capilla | Invención de la Santa Cruz           | Santa Cruz Laguna                   |
| Villa Insurgentes                        | Capilla | Nuestra Señora de Guadalupe (México) | Nuestra Señora de Guadalupe Parras  |
| Villa Insurgentes                        | Estatua | Cristo Rey                           | La loma de Cristo Rey               |
| Villa Insurgentes                        | Capilla | Santa cruz Misionera                 | La Crucita del cerrito              |
| Ojo de agua del Calabazal                | Capilla | Nuestra Señora de Guadalupe (México) | Capilla Virgen de Guadalupe         |
| Santa Rita del Calabazal                 | Capilla | Rita de Casia                        | Capilla santa Rita                  |
| San José de las corrientes y Salas Pérez | Capilla | San Isidro Labrador                  | Capilla San Isidro                  |
| El Álamo                                 | Capilla | Nuestra Señora de Guadalupe (México) | Capilla Nuestra señora de Guadalupe |
| San José de Félix                        | Capilla | Santísimo                            | Capilla San José                    |
| Agua Zarca                               | Capilla | Virgen de las Mercedes               | Nuestra señora de las Mercedes      |
| Providencia                              | Capilla | ?                                    | /////                               |
| San Juan de los laureles                 | Capilla | ?                                    | ////                                |
| San Francisco de Órganos                 | Capilla | San Francisco de Asís                | San Francisco                       |
| Doroteo Arango                           | Capilla | ?                                    | ////                                |
| Alfredo v. Bonfil                        | capilla | San Isidro Labrador                  | Capilla San Isidro Labrador         |
| San Francisco de las flores              | Capilla | ?                                    | ////                                |
| Francisco R. Murguía                     | Capilla | ?                                    | ////                                |

## Fiesta
Cada 19 de marzo se hace la fiesta patronal en honor a San José iniciando con el novenario desde el 10 de marzo, el día 19 de marzo a las 6 de la mañana con las mañanitas a las 7 la primera misa hasta las 9 de la mañana y se hace entrega de atole con pan afuera de la parroquia del señor San José las 12 de mediodía se hace una misa con el obispo de Durango para hacer la confirmación de los jóvenes de Villa Insurgentes y las comunidades que pertenecen a la parroquia como: Ojo de agua, santa Rita, Salas Pérez, San Francisco de órganos, Alfredo v., San José de Feliz, Providencia, El Álamo, entre otras. Y a las 4 de la tarde se hace la procesión desde el barrio el 15 hasta la parroquia del señor San José con danza al finalizar, continúa la danza desde las 9 de la mañana toda la tarde y hasta las 9 de la noche. A las 12 de la noche se hace la quema de la pólvora dando así por finalizada la fiesta Católica siendo así la tercera fiesta más importante en la región de Sombrerete y Vicente Guerrero. pero esto no termina hasta el 21 de marzo con el tradicional baile de cierre.

### Semana Santa
Cada año se hace la celebración de la Semana Santa dando inicio con el Domingo de Ramos con una misa a las 8 de la mañana haciendo la bendición de los ramos y otra a las 12 de mediodía con una procesión desde la escuela primaria la Corregidora hasta la parroquia San José del Calabazal. El Viernes Santo se hace el viacrucis desde la parroquia cruzando por la principales calles Morelos, Corregidora, Constitución, Pino Suárez, López Mateos, Cristóbal Colón, Nevada de Toluca, calle Santa Cruz, hasta llegar al Cerrito donde en la cima se encuentra la Santa Cruz Misionera donde se hace la tradición de la crucifixión de Jesús dando así por terminado el viacrucis, se hace de tiempo 1 hora 30 minutos.

## Turismo
La Parroquia San José del Calabazal es la más visitada en la región ya que cada 19 de marzo la fiesta patronal recibe por año 3000 personas y más de 854 personas del extranjero siendo la comunidad con más visitantes de Estados Unidos por año en la feria patronal.